# Clairaudience
 (mars 2009).
Si vous disposez d'ouvrages ou d'articles de référence ou si vous connaissez des sites web de qualité traitant du thème abordé ici, merci de compléter l'article en donnant les références utiles à sa vérifiabilité et en les liant à la section « Notes et références ».
La clairaudience serait une faculté paranormale qui se manifesterait par une, ou des voix entendues intimement et censées donner des messages qui proviendraient « d'esprits » autre que soi-même. 

## Description
Un clairaudient, ou « entendeur de voix », pourrait établir un dialogue paranormal avec l'esprit de personnes vivantes ou décédées. Il pourrait arriver qu'une ou plusieurs voix parlent dans une langue inconnue (xénoglossie). Plus généralement, la clairaudience fournirait une précognition ou une rétrovision d'événements ou d'informations. Traditionnellement, le « Médium auditif » pourrait entendre un Esprit de deux manières différentes :
1. Par la perception d'une voix intime qui se ferait entendre dans son for intérieur et qui serait reçue télépathiquement ;
2. Par la perception d'une voix extérieure, claire et distincte comme celle d'une personne vivante[1].

## Fréquence du phénomène
De Socrate, en passant par Jeanne d'Arc, C.G.Jung, Gandhi, Victor Hugo, jusqu'à des anonymes de nos jours, de nombreuses personnes auraient vécu des phénomènes de clairaudience, régulièrement, sporadiquement ou ponctuellement, sans que cela ne nuise à leur vie sociale ou à leur santé mentale. Les clairaudients ne sont pas tous schizophrènes et on estime leur nombre à environ un tiers de la population, des études ayant été menées par les professeurs Romme Marius et Escher Sandra aux Pays-Bas et en Grande-Bretagne. Il existe une association internationale d'entraide entre les « entendeurs de voix » qui se nomme R.E.E.V. (Réseau d'Entraide des Entendeurs de Voix) dans de nombreux pays, dont la France (R.E.V. France).
Les articles sur la psychographie ainsi que la transcommunication contiennent plusieurs exemples de personnes ayant écrit sous la dictée d'une ou plusieurs voix, ce qui constituerait un cas particulier de clairaudience.

## Dans la culture populaire
Le personnage de la médium Oda Mae Brown campée par Whoopi Goldberg dans le film Ghost (1990) a la capacité de dialoguer avec une personne décédée.

## Position sceptique
Le phénomène se confond avec la schizophrénie. Extrait du livre de Henri Loevenbruck, le syndrome Copernic : 

« Mon nom est Vigo Ravel, j'ai trente-six ans et je suis schizophrène. Du moins, c'est ce que j'ai toujours cru. À l'âge de vingt ans - si je me le rappelle bien, car mes souvenirs ne remontent pas aussi loin et je dois me fier à ce que mes parents m'ont dit -, on a diagnostiqué chez moi des troubles psychiques symptomatiques d'une schizophrénie paranoïde aiguë. Perturbation de la mémoire à court et à long terme, dérangement de la pensée logique, et surtout, surtout, mon principal symptôme, dit « positif » : je souffre d'hallucinations auditives verbales. Oui. J'entends des voix dans ma tête. Des centaines de voix, différentes, nouvelles, proches ou lointaines. Tous les jours, partout, ici, maintenant. Comme des murmures venus de nulle part, des menaces, des insultes, des cris ou des sanglots, des voix surgies des grilles du métro, des voix flottant dans les bouches d'égout, grondant derrière les murs... Elles viennent au milieu de crises où ma vue se trouble et mon cerveau hurle de douleur. Depuis cette époque, on m'a fait suivre un traitement à base de neuroleptiques antiproductifs, qui réduisent plus ou moins mes délires et mes hallucinations. Les médicaments ont évolué. Ma maladie, non. J'ai appris à vivre avec elle comme avec les effets secondaires des antipsychotiques : prise de poids, apathie, regard fuyant, perte de libido... L'apathie, au bout du compte, aide énormément à accepter tout le reste. Et à ne plus lutter. À force, j'ai fini par accepter que j'étais simplement malade, que ces voix n'étaient que la production de mon cerveau défaillant. Malgré le réalisme étonnant de mes hallucinations, je les ai reconnues comme telles, me suis rendu à l'évidence, comme me le demandait mon psychiatre. »

### Bibliograhie
- Baker Paul, Entendre des voix, Mouvement Les Cent Voix, 1999,  (ISBN 979-8401306418).
- Romme Marius et Escher Sandra, Accepting voices, MIND London, 1993,  (ISBN 978-1874690139)
- Romme Marius et Escher Sandra, Living with voices, PCCS Books (réédition 11 septembre 2009),  (ISBN 978-1906254223)
- Sylvie Déthiollaz et Claude Charles Fourrier, États Modifiés de conscience, Editions Favre, octobre 2017,  (ISBN 978-2-8289-1627-5)

### Note et référence
1. ↑  Allan Kardec, Le Livre des Médiums, Les éditions Philman, mars 2007, 490 p. (ISBN 978-2-913720-35-0), p. 202 - Médiums auditifs
2. ↑  Frédéric Lenoir, Socrate, Jésus, Bouddha, Trois maître de vie, Le Livre de Poche, Fayard, mars 2011, 301 p. (ISBN 978-2-253-13425-1)
3. ↑  Sylvie Déthiollaz, Claude Charles Fourrier, Etats Modifiés de Conscience, NDE, OBE et autres expériences, Editions Favre, octobre 2017 (ISBN 978-2-8289-1627-5), p. 17
4. ↑  Sylvie Déthiollaz, Claude Charles Fourrier, Etats Modifiés de Conscience, NDE, OBE et autres expériences, Editions Favre, octobre 2017 (ISBN 978-2-8289-1627-5), p. 129 - Entendeurs de voix et phénomène de clairaudience -